# Panega-Gletscher
Der Panega-Gletscher (bulgarisch ледник Панега lednik Panega) ist ein in südost-nordwestlicher Ausrichtung 3,5 km langer und 2,5 km breiter Gletscher auf der Warna-Halbinsel der Livingston-Insel im Archipel der Südlichen Shetlandinseln. Er fließt von den Südosthängen der Vidin Heights zur Moon Bay, die er zwischen dem Chelis-Nunatak und dem Perperek Knoll erreicht.
Die bulgarische Kommission für Antarktische Geographische Namen benannte ihn 2005 nach dem Fluss Slatna Panega im Norden Bulgariens.